# Equació de Nernst-Planck

Difusió molecular des del punt de vista microscòpic i macroscòpic. Inicialment, hi ha molècules de solut al costat esquerre d'una barrera (línia porpra) i cap a la dreta. S'elimina la barrera i el solut es difon per omplir tot el recipient. A dalt : una sola molècula es mou aleatòriament. Mitjà : amb més molècules, hi ha una tendència clara on el solut omple el recipient cada cop més uniformement. A baix : amb un nombre enorme de molècules de solut, l'aleatorietat es fa indetectable: el solut sembla moure's de manera suau i sistemàtica des de zones d'alta concentració a zones de baixa concentració. Aquest flux suau es descriu per les lleis de Fick.

L'equació de Nernst-Planck és una equació de conservació de la massa utilitzada per descriure el moviment d'una espècie química carregada en un medi fluid. Estén la llei de difusió de Fick per al cas en què les partícules que es difonen també es mouen respecte al fluid per forces electroestàtiques. Porta el nom de Walther Nernst i Max Planck.

## Equació
L'equació de Nernst-Planck és una equació de continuïtat per a la concentració depenent del temps {\displaystyle c(t,{\bf {x}})} d'una espècie química:
{\displaystyle {\partial c \over {\partial t}}+\nabla \cdot {\bf {J}}=0}
on {\displaystyle {\bf {J}}} és el flux. Se suposa que el flux total es compon de tres elements: difusió, advecció i electromigració. Això implica que la concentració es veu afectada per un gradient de concentració iònic {\displaystyle \nabla c}, velocitat de flux {\displaystyle {\bf {v}}}, i un camp elèctric {\displaystyle {\bf {E}}}:
{\displaystyle {\bf {J}}=-\underbrace {D\nabla c} _{\text{Diffusion}}+\underbrace {c{\bf {v}}} _{\text{Advection}}+\underbrace {{Dze \over {k_{\text{B}}T}}c{\bf {E}}} _{\text{Electromigration}}}
on {\displaystyle D} és la difusivitat de l'espècie química, {\displaystyle z} és la valència de les espècies iòniques, {\displaystyle e} és la càrrega elemental, {\displaystyle k_{\text{B}}} és la constant de Boltzmann i {\displaystyle T} és la temperatura absoluta. El camp elèctric es pot descompondre de la següent manera:
{\displaystyle {\bf {E}}=-\nabla \phi -{\partial {\bf {A}} \over {\partial t}}}
on {\displaystyle \phi } és el potencial elèctric i {\displaystyle {\bf {A}}} és el potencial del vector magnètic. Per tant, l'equació de Nernst-Planck ve donada per:
{\displaystyle {\frac {\partial c}{\partial t}}=\nabla \cdot \left[D\nabla c-c\mathbf {v} +{\frac {Dze}{k_{\text{B}}T}}c\left(\nabla \phi +{\partial {\bf {A}} \over {\partial t}}\right)\right]}

## Aplicacions
L'equació de Nernst-Planck s'aplica per descriure la cinètica d'intercanvi d'ions en sòls. També s'ha aplicat a l'electroquímica de membrana.